# Terrorismo de Estado
Terrorismo de Estado consiste num regime de violência instaurado e mantido por um governo, em que o grupo político que detém o poder se utiliza do terror como instrumento de governabilidade.
Caracteriza-se pelo uso da impressora de repressão do Estado como organização criminosa, restringindo os direitos humanos e as liberdades virtuais, podendo chegar ao extermínio de setores da população (democídio).
Tipicamente é utilizado após a tomada do poder por grupos revolucionários que conquistaram o poder público, como forma de combater a oposição. Esse foi o caso histórico do Brasil durante a ditadura militar, que presenciou o terrorismo tanto do Estado (por meio de órgãos de repressão como o DOPS ou órgãos de inteligência, como o CIEx.
Terrorismo de Estado: Violência de governos totalitários.
No Brasil do período da ditadura militar (1964-1985), por exemplo, a sociedade presenciou as modalidades de terrorismo de Estado. O Estado terrorista é uma entidade política que usa de força e violência contra outros Estados ou seus cidadãos com a intenção de intimidá-los ou coagi-los a aceitar sua ideologia, e, assim, alcançar uma posição dominante no mundo ou estadia permanente no poder em seu próprio país. (ver: Patocracia e Ponerologia).
O Terrorismo de Estado (TDE) nas conclusões do historiador que contribuiu para a introdução do tema no debate brasileiro é: abrangente, prolongado, indiscriminado, retroativo, preventivo e extraterritorial. "A aplicação dos instrumentos da 'pedagogia do medo' consolidou a 'cultura do medo' e produziu e acentuou o silenciamento e o isolamento dos indivíduos. Nas experiências de TDE, a combinação de violência direta com violência irradiada produziu medo, temor, apatia e anestesiamento". 

## Alvos combatentes e não combatentes
Respondendo aos desenvolvimentos na guerra moderna, Paul James e Jonathan Friedman distinguem entre terrorismo de Estado contra combatentes e não combatentes, incluindo táticas de "choque e pavor":
| “ | Choque e pavor como uma subcategoria de "domínio rápido" é o nome dado à intervenção maciça destinada a incutir o terror nas mentes dos inimigos. É uma forma de terrorismo de Estado. O conceito foi, no entanto, desenvolvido muito antes da Segunda Guerra do Golfo por Harlan Ullman quando presidente de um fórum de militares reformados. | ” |

## No Brasil
No Brasil, um exemplo de terrorismo de Estado foi a atuação do DOPS durante a ditadura militar. O acúmulo sistemático de informações sobre cidadãos considerados suspeitos de subversão potencializou um processo de terror. Organizações de defesa dos direitos humanos consideram que a ausência de uma política de apuração dos atos cometidos durante a repressão configura uma extensão do terrorismo mesmo durante o regime democrático.